# Вільянуева-де-Вівер
Вільянуева-де-Вівер, Віланова-де-ла-Рейна (ісп. Villanueva de Viver (офіційна назва), валенс. Vilanova de la Reina) — муніципалітет в Іспанії, у складі автономної спільноти Валенсія, у провінції Кастельйон. Населення — 69 осіб (2010).

## Географія
Муніципалітет розташований на відстані близько 260 км на схід від Мадрида, 55 км на захід від міста Кастельйон-де-ла-Плана.

## Демографія
Динаміка населення (INE ):

## Галерея зображень

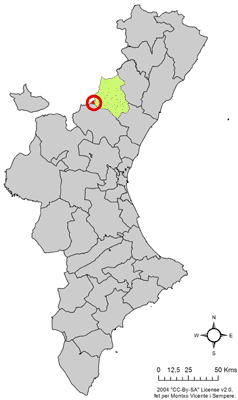
Розташування муніципалітету у автономній спільноті Валенсія
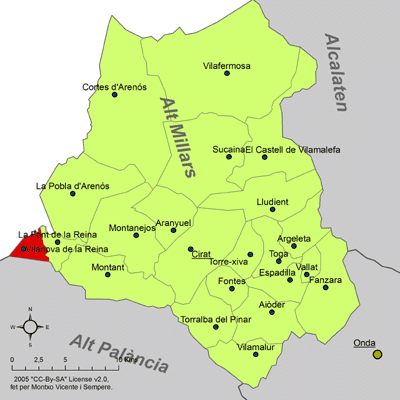
Розташування муніципалітету Вільянуева-де-Вівер у комарці Альто-Міхарес